# Relógio inteligente

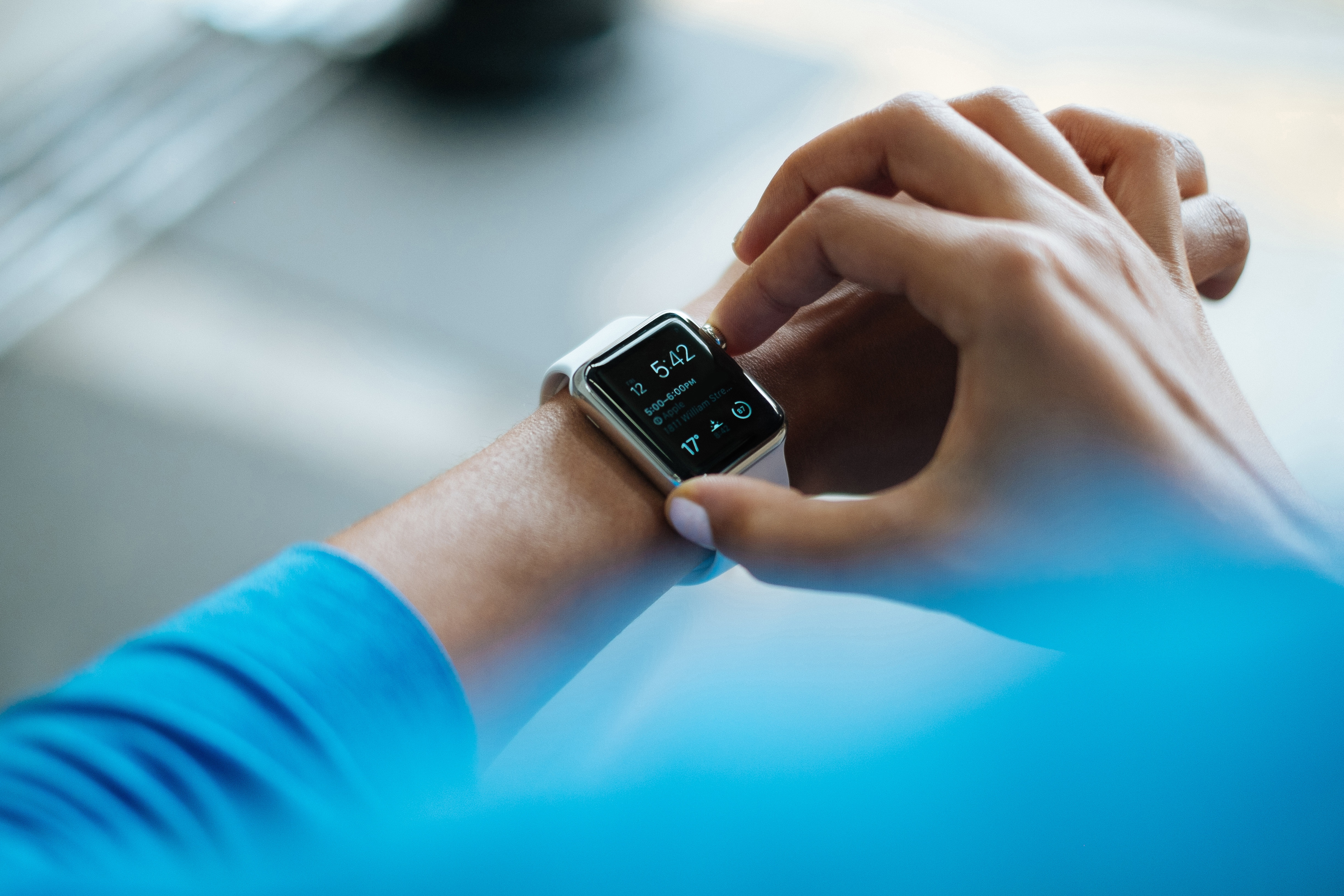
Pessoa utilizando um relógio inteligente.

Um relógio inteligente é um relógio de pulso computadorizado com funcionalidades que vão além de mostrar as horas, e é com frequência comparado aos assistentes digitais pessoais (PDA). Enquanto os primeiro modelos podem executar tarefas simples, como cálculos, tradução e jogar videojogos, os relógios inteligentes modernos são efetivamente computadores vestíveis. Muitos desses dispositivos são capazes de executar aplicações móveis, enquanto um pequeno número é capaz de rodar sistemas operativos móveis e funcionar como reprodutores multimédia, oferecendo rádio FM, arquivos de áudio e de vídeo através de um headset bluetooth. Alguns modelos de relógios inteligentes (também chamados de relógio-fones, do inglês: watch phones), como o neptune pine, possuem diversas funções de um telefone celular, podendo fazer ou responder à chamadas telefônicas.
Tais dispositivos podem incluir funções como câmera, acelerômetro, termômetro, altímetro, barômetro, bússola, cronógrafo, calculadora, telefone celular (chamadas telefônicas), ecrã tátil, navegação GPS, visualizador de mapas, infográficos, alto falante, calendário eletrônico, acesso à internet, reprodutor multimédia, etc. Para suprimento energético, conta com bateria recarregável. O uso de headset sem fios e de visualizadores montados na cabeça são possibilidades para comunicação.
Alguns possuem a função desportiva (chamados relógios desportivos, "sporwatches"), concebidos para treino, mergulho e esportes ao ar livre. Entre as opções, conta-se com programas de treinamento, visualizador de velocidade, computador subaquático, rastreamento de rota, geolocalização, monitor de ritmo cardíaco, entre outras funcionalidades relacionadas a diversos tipos de esportes.
Como outros computadores, um relógio inteligente é capaz de coletar informações de sensores internos e externos. Possui a capacidade de controlar, ou, pelo menos, obter dados de outros instrumentos digitais e de computadores. Suporta, portanto, diversas tecnologias sem fio.

## História

### O início
O primeiro relógio digital, lançado em 1972, foi o Pulsar, produzido pela Hamilton Watch Company. "Pulsar" tornou-se o nome da marca, que em 1978 foi adquirida pela Seiko. Em 1982, a versão NLC01 do Pulsar tinha a capacidade de armazenar 24 dígitos, tornando ele o primeiro relógio com memória programável pelo usuário, ou relógio "banco de memória". Com a introdução dos computadores pessoais na década de 1980, a Seiko começou a desenvolver relógios com capacidade computacional. O relógio Data 2000 (lançado em 1983) veio com um teclado externo para entrada de dados. Os dados eram sincronizados entre o teclado e o relógio através de acoplamento eletromagnético (Estação docking). Seu nome deriva da capacidade de armazenamento de 2000 caracteres. O D409 foi o primeiro modelo Seiko com entrada de dados integrada (via um teclado em miniatura) e contando com uma tela de matriz de pontos. Sua memória era pequena, dispondo de 112 dígitos de armazenamento. Foi lançado em 1984 nas cores ouro, prata e preto.. Esse modelo foi seguido de diversos outros, também desenvolvidos pela Seiko, com a "série RC" possuindo os elementos mais notáveis.
Durante os anos 1980, a Casio deu inicio à comercialização de uma linha de "computadores relógios" de grande sucesso, período em que também vendiam calculadoras relógio.
A Indústria Nelsonic foi a pioneira na produção de "game watches", ou "relógios-videojogos".

### Seiko série RC
O RC 1000 Wrist Terminal (Terminal de Pulso), foi o primeiro modelo da Seiko que "interfaceava" com um computador, sendo lançado em 1984. Foi compatível com muitos PCs daquela época, incluindo o Apple II, II+ e IIe, a Commodore 64, IBM PC, NEC 8201, Tandy Color Computer, Model 1000, 1200, 2000 e o TRS-80 Model I, III, 4 e 4p.
O RC-20 Wrist Computer (computador de pulso) começou a ser comercializado em 1985 sob o nome de marca conjunta "Seiko Epson". Tinha um microprocessador SMC84C00 8-bit Z-80, 8 KB de ROM and 2 KB de RAM. Ele tinha aplicações para agendamento, memorandos, hora mundial e uma aplicação de cálculo com quatro funções. Como o RC-1000, poderia ser conectado a um computador pessoal, só que nesse caso era necessário um cabo proprietário. Outro aspecto notável era a possibilidade de programá-lo, embora o seu pequeno display e a sua pequena capacidade de armazenamento limitassem severamente o desenvolvimento de aplicações.
O RC-4000 PC Data, disponibilizado para compra em 1985, foi apelidado de o menor terminal de computador do mundo. Ele tinha 2 KB de espaço. O RC-4500 (1985), também conhecido com Wrist Mac, tinha as mesmas especificações do RC-4000, com a exceção de que havia a opção cores brilhantes e chamativas.

### Relógio Linux

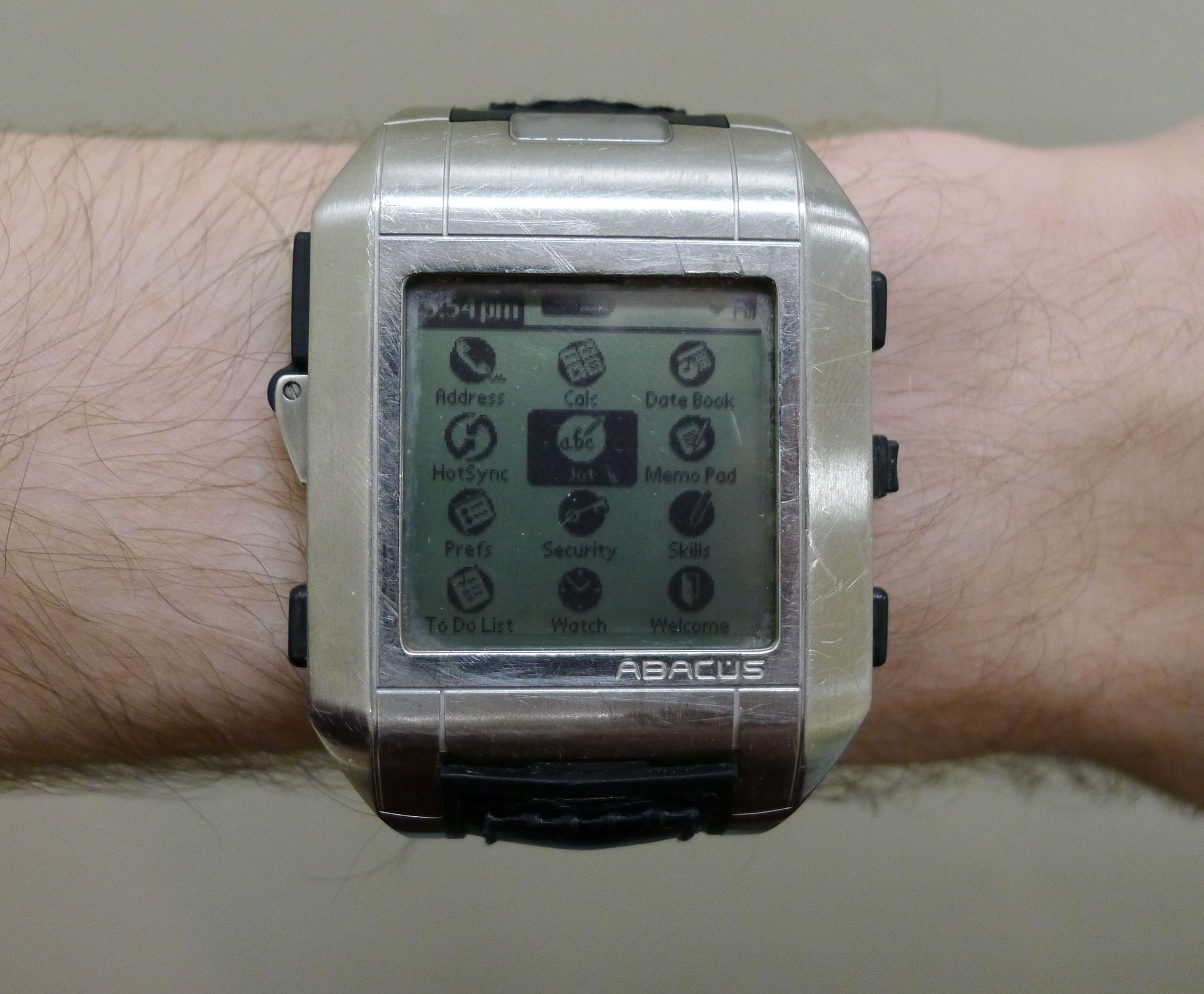
O smartwatch Fossil Wrist PDA de 2003, executando o Palm OS.

Em junho de 2000, a IBM expôs um protótipo de relógio de pulso com o sistema operacional Linux. A versão original tinha uma bateria com carga de apenas 6 horas, que foi depois estendida para 12 horas. Ele possui 8MB de memória e rodava o Linux 2.2. O gadget foi depois aprimorado com um acelerômetro, um mecanismo de vibração e um sensor de digital. A IBM começou a colaborar com a Citizen Holdings para criar o "WatchPad". O WatchPad 1.5 possui uma resolução gráfica da tela de 320 x 240 ppi e tinha como Sistema Operacional o Linux 2.4. Dispunha também de um software de calendário, Bluetooth, 8 MB de RAM e 16 MB de memória flash. Citizen espera vendar seu produto para estudantes e pessoas da área de negócios, com um preço de varejo por volta de 399 de dólares. Entretanto, o projeto foi descontinuado entre 2001-2002.

### 2013 e além

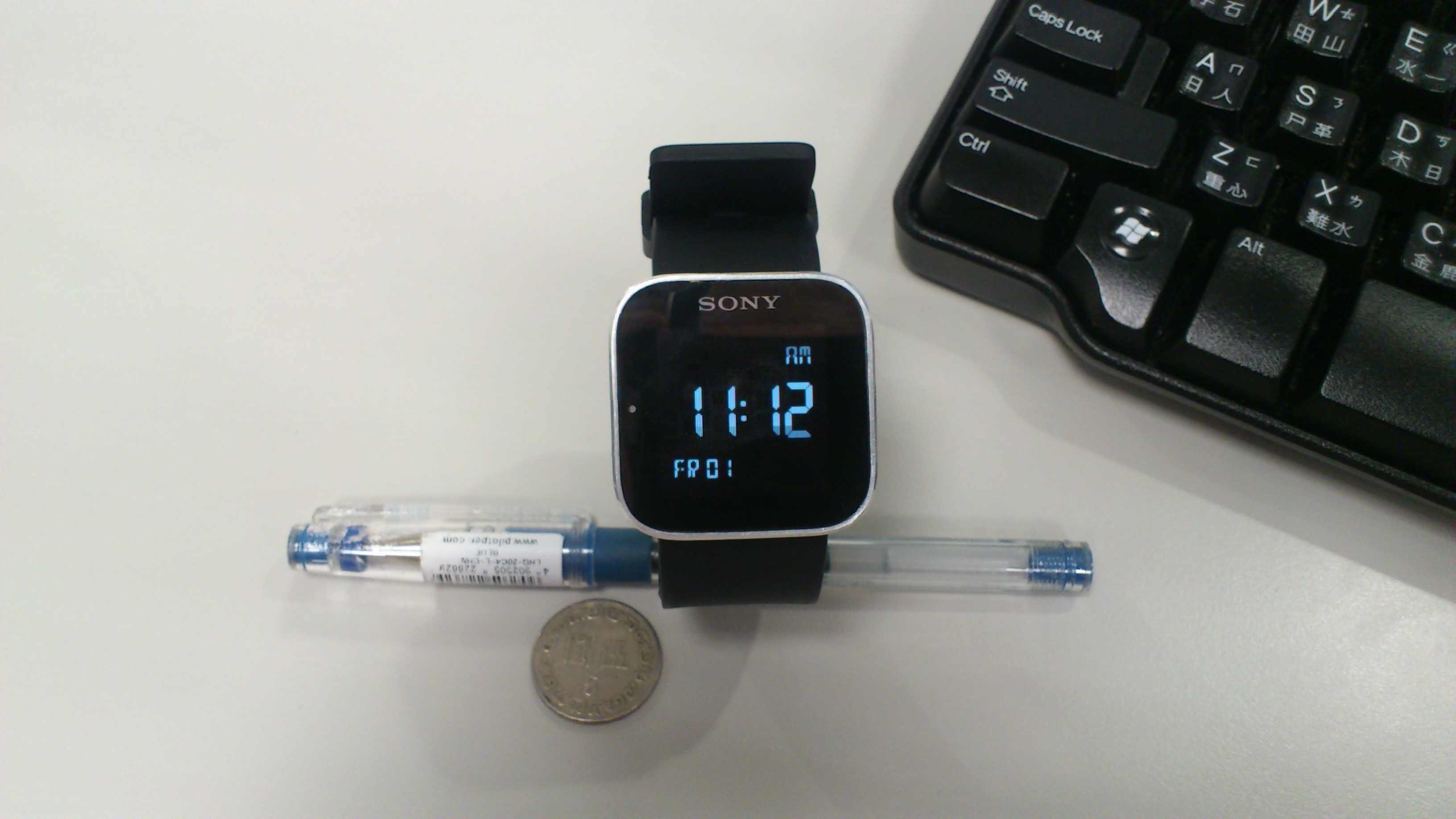
Sony relógio inteligente,Sony SmartWatch.

O analista de dispositivos para o consumidor, Avi Greengart, da empresa de pesquisa Current Analysis, sugeriu que 2013 poderia ser o "ano do relógio inteligente", pois "os componentes estão pequenos o suficiente e baratos o bastante" e muitos dos smartphones atuais são compatíveis com dispositivos vestíveis. Tecnologia vestível, com o Google Glass, é um negócio com potencial de mercado anual de 6 bilhões de dólares e um relatório da mídia de julho de 2013 revelou que a maioria dos grandes produtores de eletrônicos estavam desenvolvendo, ou trabalhando com, smartwatches, quando da época da publicação. O preço de varejo do relógio inteligente pode ser mais de US$300,00 (dólares dos Estados Unidos).
Até 5 de julho de 2013, da lista das grandes companhias que estavam envolvidos atividades de desenvolvimento de relógios inteligentes constavam: Acer, Apple, BlackBerry, Foxconn/Hon Hai, Google, LG, Microsoft, Qualcomm, Samsung, Sony e Toshiba. Algumas da omissões mais notáveis ficam por conta da HP, HTC, Lenovo e Nokia. O jornalista de ciência e tecnologia, Christopher Mims, identificou os seguintes pontos em relação ao futuro dos relógios inteligentes:
- Os tamanhos do relógios inteligentes tendem a sofrer um aumento considerável.
- Tempo de bateria insuficiente é um problema permanente para os desenvolvedores de relógios inteligentes , na data da publicação, o período energizado dos dispositivos era de três ou quatro dias, e tende a reduzir conforme mais funções são agregadas.
- Novas tecnologias de tela serão inventadas como um resultado da pesquisa em smartwatch.
- O nível de sucesso dos relógios inteligentes é imprevisível, eles podem seguir uma trajetória similar aos netbooks, ou podem cumprir objetivos semelhantes aos do google glass, outro produto eletrônico vestível.[13]

Um alta patente da Acer declarou em uma entrevista com o website de gadgets britânico Pocket-Lint, "... Eu penso que toda a companhia de eletrônicos deveria observar as gadgets vestíveis. A tecnologia vestível não é nova ... eles apenas não tiveram o boom que deveriam. Mas a oportunidade de bilhões de dólares recompensa a indústria."
Até setembro de 2013, três novos smartwatches foram lançados: o  Samsung Galaxy Gear, o Sony SmartWatch 2, e o Qualcomm Toq. PHTL, uma companhia baseada em Dallas, Texas, EUA, obteve sucesso no processo de financiamento pela multidão, no website do Kickstarter, para seu HOT Watch smartwatch, no início de setembro de 2013. A PHTL explicou que o propósito de seu dispositivo é permitir aos usuários deixar seus handsets (o aparelho que se carrega na mão, nesse caso o smartphone) nos bolsas e nas mochilas, pois o HOT Watch tem integrado um alto falante direcional para chamadas telefônicas, tanto em ambientes quietos como em ruidosos.

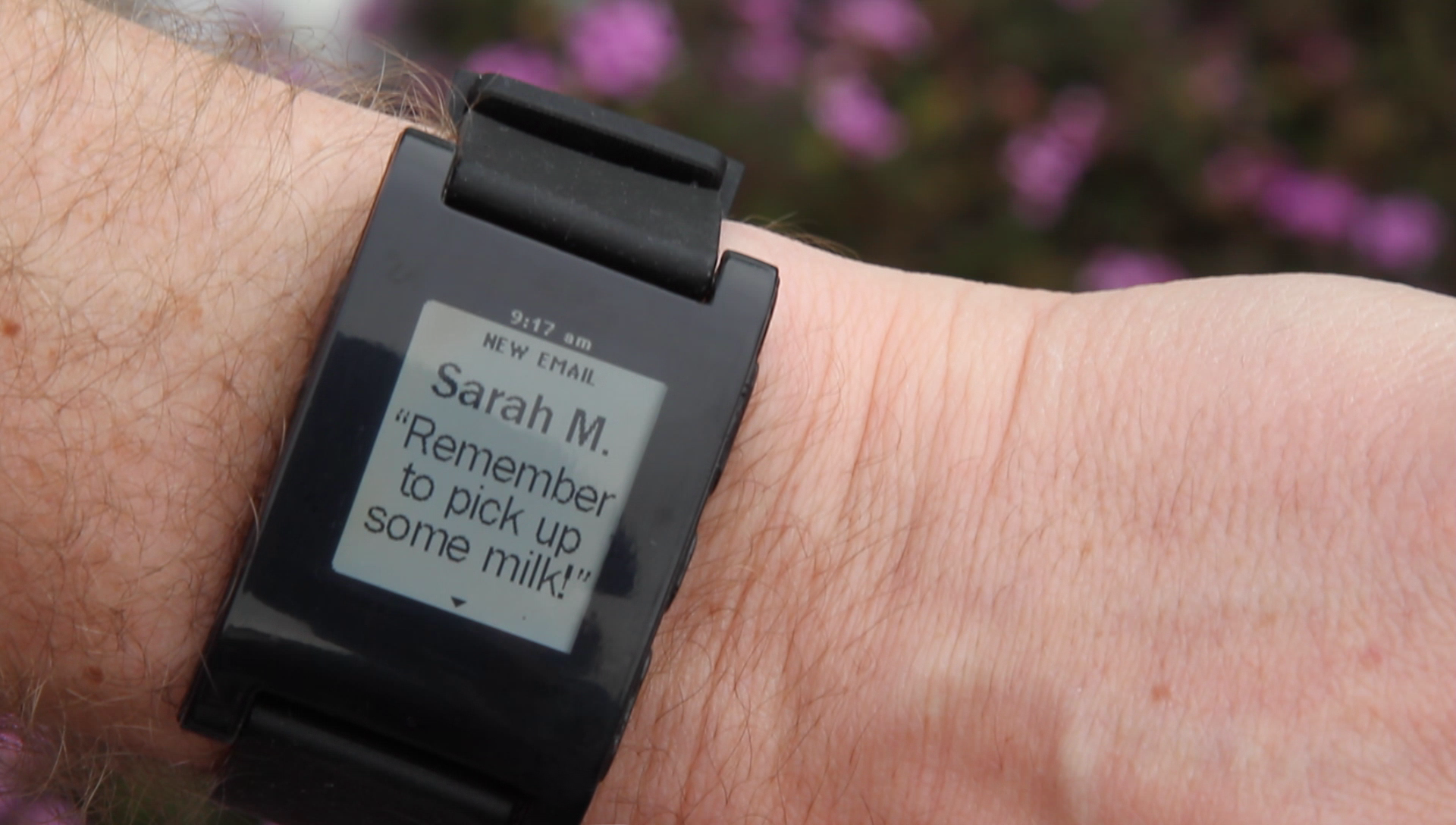
Pebble, um relógio inteligente de 2013 que se comunica como o smartphone do usuário usando bluetooth

Em uma entrevista de setembro de 2013, o fundador da Pebble, Eric Migicovsky, declarou que sua companhia não estava interessada em nenhuma oferta de aquisição, mas revelou que em novembro de 2013 sua companhia havia vendido 190 mil modelos de seu smartwatch, a maioria tem sido comercializada após o fechamento de sua campanha no Kickstarter.
O CEO da Motorola Mobility, Dennis Woodside, confirmou, em uma entrevista em 6 de dezembro de 2013, (procurar no youtube por "MKBHD Hangout with Motorola CEO Dennis Woodside) que sua empresa está desenvolvendo um smartwatch. Ele se mostrou bastante consciencioso sobre as dificuldades que outras indústrias do ramo tem experimentado com as tecnologias de pulso vestíveis, e explicou:
 Há de ser, claramente, algo que vai mudar o seu pulso, como isso funciona e o que é exatamente são pontos em que nossa equipe está trabalhando arduamente. Seja o que for, tende competir com o que funciona agora ... Nós não podemos ter algo frágil, não podemos fazer algo que precisa ser carregado todo dia. Você vai ter algumas funcionalidades que tornam desnecessário o gasto com outro produto.
NA Consumer Electronics Show 2014, em Las Vegas, um grande número de novos smartwatches foram lançados de diversas companhias, tais quais a Razer, a Archos, entre outras, incluindo algumas empresas emergentes. Alguns começaram a chamar a CES 2014 de "revolução do pulso" por causa do volume incrível de smartwatches lançados e a grande quantidade de publicidade que eles começaram a receber no início de 2014.
Em 09 de setembro de 2014, a Apple Inc, anunciou seu primeiro relógio inteligente, chamado de Apple Watch, e que foi liberado no início de 2015.

## Característica e aplicações

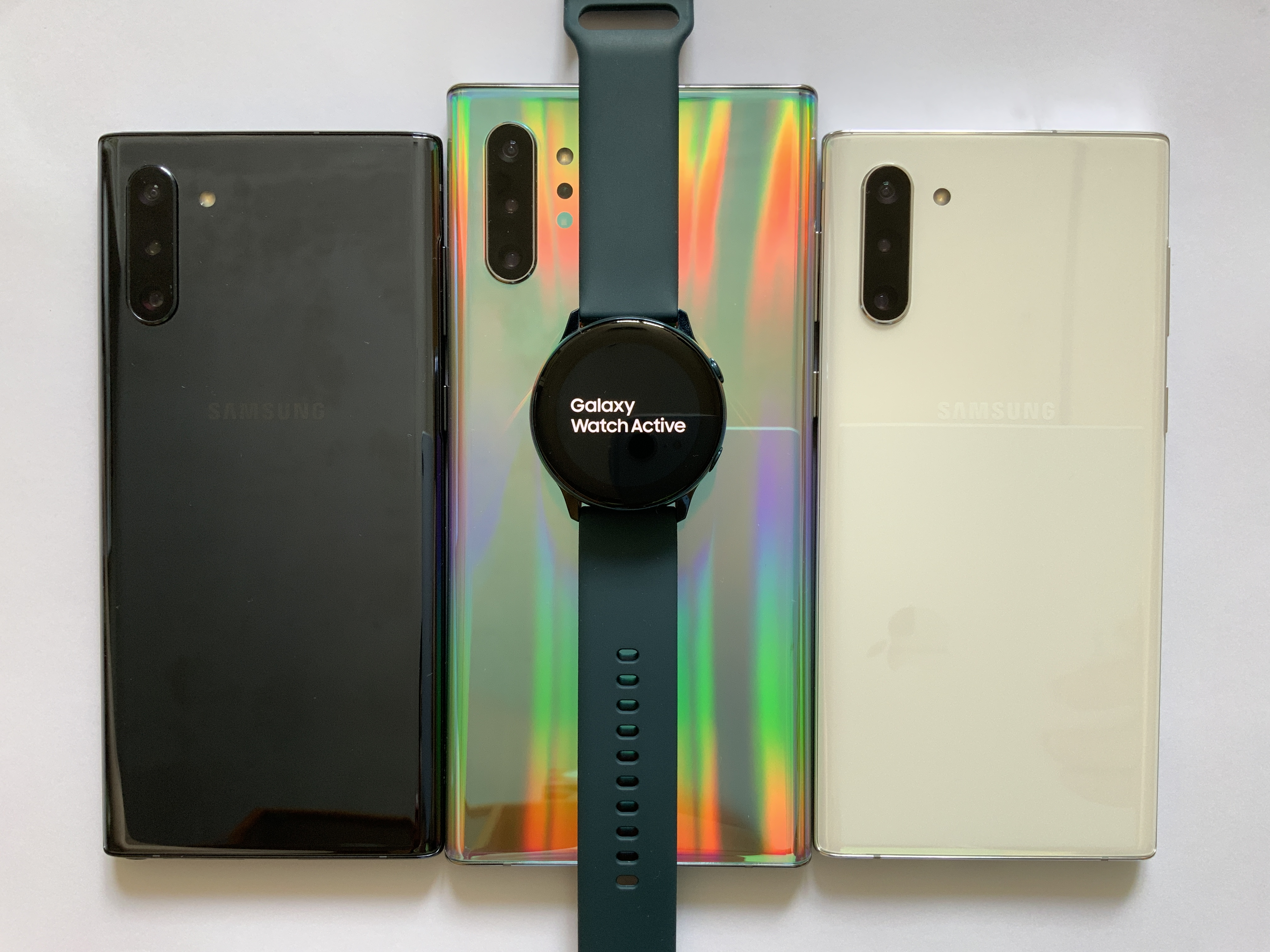
Samsung relógio inteligente, Galaxy Watch.

À semelhança dos relógios desportivos, a Unidade de rastreamento GPS pode registrar dados do histórico. Por exemplo, depois da malhação, pode ser feito um upload dos dados para um computador online, criando um log dos exercícios para análise. Alguns smartwatches possuem todas as capacidades de um dispositivo de navegação GPS, mostrando mapas e coordenadas do local. Usuários podem marcar sua localização atual e então editar o nome de entrada e outras coordenadas, o que permiti navegação orientada para uma localidade pretendida.
Um número razoável de relógios inteligentes funciona sem a necessidade de conexão constante com um smartphone ou tablete. Caso o usuário disponha de ambos, os dispositivos podem ser sincronizados para funcionalidades adicionais e também aprimoramento de algumas utilidades. O smartwatch estão funciona como uma extensão do "gadget principal", podendo alertar quanto à comunicações do tipo SMS, chamadas telefônicas, emails, avisos sobre eventos no calendário e companhia limitada.

## Na cultura popular
O personagem de histórias em quadrinhos, Dick Tracy, da década de 1940, tinha um rádio de pulso de "duas vias" (two way wrist radio), que tem sido visto como um precursor dos smartwatches modernos.
No desenho animado de 1983, Inspetor Bugiganga, a sobrinha do protagonista, Penny, veste um dispositivo em seu pulso conhecido como "relógio das utilidades", com a capacidade de videoconferência wireless e ele emprega com frequência o dispositivo para se comunicar com seu cachorro de estimação que se chama "Brain".

## Lista de relógios inteligentes em produção
- Sony SmartWatch & SmartWatch 2[23]
- Qualcomm Toq
- Pebble Watch
- Wearing Digital WEDA (Slap Band)[24]
- Fossil Wrist PDA
- Ruputer by Seiko
- Timex Datalink[25]
- Garmin Forerunner
- Sonostar Smartwatch
- Martian G2G Watch
- WIMM One
- Motorola Motoactv
- MetaWatch Strata
- Agent Smartwatch
- Samsung Galaxy Gear[23]
- Kreyos[26]
- GEAK Watch[27]
- i'm Watch
- HOT Watch[17]
- Omate TrueSmart
- Z1 Android Watch-Phone
- Fashion S9110
- LG GD910 (limited edition)
- Hyundai MB 910
- ANDROID SmartWatch™ (Para ser lançado em dezembro 2013)
- Apple Watch